# Хрипунов, Михаил Васильевич
Михаил Васильевич Хрипунов (1897 — 1973) — советский военачальник, генерал-майор (1943). Начальник штаба СтВО и КВО в период Великой Отечественной войны.

## Биография
Родился 30 августа 1897 года в селе Фомиха, Костромской губернии.
С 1919 года призван в ряды РККА служил в войсках. С 1919 по 1920 год был участником Гражданской войны. С 1920 по 1921 год участвовал в Советско-польской войне. С 1921 по 1928 год служил на командно-штабных должностях в частях войск Северо-Кавказского военного округа. С 1928 по 1930 год обучался на командном факультете Военной академии РККА имени М. В. Фрунзе.
С 1930 года служил в штабе Московского военного округа в должностях старшего офицера, с 1936 года — помощник начальника обозно-вещевого отдела снабжения, с 1938 по 1943 год — начальник отдела, начальник управления и заместитель начальника штаба этого округа. 31 декабря 1939 года Приказом НКО СССР присвоено воинское звание комбриг. С началом Великой Отечественной войны М. В. Хрипунов в составе управления Московского военного округа вошёл в состав полевого управления Южного фронта при штабе Можайской линии обороны, для участия в Московской битве. 27 ноября 1941 года входил в состав аппарата штаба округа оставшегося в Москве для руководства работой по организации и обеспечению войск, связанных с обороной Москвы, и поддержания связи с органами Наркомата обороны СССР и Генерального штаба.
27 января 1943 года Постановлением СМ СССР М. В. Хрипунову было присвоено воинское звание генерал-майор. С 2 июля по 15 октября 1943 года — начальник штаба Сталинградского военного округа, в качестве начальника штаба занимался руководством по формированию и подготовкой резервных частей и маршевого пополнения для фронта, в его ведение входило разминирование местности и восстановление разрушенного хозяйства и транспорта территории Сталинградской области, северной части Ростовской области, Астраханского округа, Калмыцкой АССР, а также по мере освобождения — Харьковской и Ворошиловградской областей.
С 1 октября 1943 по 1 июля 1945 года — начальник штаба Киевского военного округа.
С 1950 года на пенсии.
Скончался 19 марта 1973 года в Киеве. Похоронен на Байковом кладбище.

## Награды
- Орден Ленина (21.02.1945)
- два ордена Красного Знамени (03.11.1944, 24.06.1948)
- Орден Красной Звезды (22.01.1942)
- Юбилейная медаль «XX лет Рабоче-Крестьянской Красной Армии» (22.02.1938)
- Медаль «За оборону Москвы» (01.05.1944)
- Медаль «За победу над Германией в Великой Отечественной войне 1941—1945 гг.» (09.05.1945)[6][7][2]